# Chortoicetes
Chortoicetes es un  género de saltamontes alados  perteneciente a la subfamilia Oedipodinae, familia Acrididae. Se encuentran en Indonesia y Australia.

## Especies
Las siguientes especies pertenecen al género Chortoicetes:
- Chortoicetes finitiana
- Chortoicetes monticola
- Chortoicetes plana
- Chortoicetes pusilla
- Chortoicetes rufescens
- Chortoicetes sumbaensis Willemse, 1953
- Chortoicetes terminifera Walker, 1870